# Rohatyniec malajski
Rohatyniec malajski (Chalcosoma caucasus) – gatunek chrząszcza z rodziny poświętnikowatych, z podrodziny rohatyńcowatych.

## Występowanie
Występuje w Indonezji oraz Malezji.

## Opis gatunku
Osiąga wielkość od 9 do 13 centymetrów. Samce posiadają 3 rogi, dwa proste, jeden wykrzywiony do góry, u samic rogi nie występują. W obliczu zagrożenia głośno strydulują. Cykl życiowy tych chrząszczy wynosi około dwóch lat, z czego 12 do 18 mięsięcy spędza w postaci larwalnej. W niewoli karmi się je melonami oraz bananami.